# モロッコ放射線事故 (1984年)
モロッコ放射線事故 (1984年)は、1984年にモロッコのモハメディア発電所の建設中に発生した事故である。
イリジウム192線源の紛失による放射線過剰被曝により、8人が肺出血で死亡した。 その他の人々も、医師の手当てが必要なほどの放射線過剰被曝を受けた。

## 事故の経緯

### 線源の概要
事故要因となったイリジウム192線源は、建設中のモハメディア発電所において溶接部の放射線非破壊検査に使用されていた。
放射線検査装置において、通常、線源は遮蔽容器内に格納されている。線源はドライブケーブルの先端と繋がっており、検査時には、検査員がドライブケーブルを操作し、線源を遮蔽容器からガイドチューブ内を通し検査対象位置まで移動させる。検査後は、逆の操作を行うことで線源は遮蔽容器に格納される。

### 事故発生
1984年3月、イリジウム192を含む線源とドライブケーブルの間で断線が発生し、線源が遮蔽容器に適切に戻されなかった。その後、ガイドチューブが外され、線源は地面に落下した。
通りがかった労働者が落ちている小さな金属円筒に気付き、それを自宅へ持ち帰った。労働者は線源を寝室のテーブルの上に置き、おそらく数週間は家の中にあった。1984年の5月から6月にかけて、比較的短期間のうちに、労働者とその家族全員、親族を含む計8人が「肺出血」という臨床診断で死亡した。当初は中毒死だと思われていたが、最後の家族が亡くなって初めて放射線被曝による死が疑われた。線源は1984年6月に回収された。
線源の事故当時の放射線量は16.3キュリー、実効被曝線量は8-25シーベルトと推定されている。

## 教訓
線源のロック装置の設計不良と検査請負業者の人的ミスが、この死傷事故につながった。このような事故を防止するため、線源のロック装置の設計が見直された。